# Felix Aderca
Felix Aderca sau F. Aderca (pronunție în română [ˈfeliks aˈderka]; născut ca Froim Zelig Adercu sau Froim Zelig (Froim Zeilic) Aderca, cunoscut și ca Zelicu Froim Adercu sau Froim Aderca; n. 26 martie 1891 (S.V. 13 martie), Puiești, județul Tutova – d. 12 decembrie 1962, București) a fost un prozator, romancier, poet, dramaturg, estetician, eseist și critic literar român, de origine evreiască, considerat ca un reprezentant al modernismului literar în cadrul literaturii române.
Ca membru al cercului Sburătorul și prieten apropiat al fondatorului său, Eugen Lovinescu, Aderca a promovat ideile inovației literare, cosmopolitismul și arta de dragul artei, reacționând împotriva dezvoltării curentelor tradiționaliste. Diversele sale lucrări de ficțiune, remarcate prin adaptarea tehnicilor expresioniste în narațiunile convenționale, variază de la romanele psihologice și biografice la scrierile fantastice și științifico-fantastice și aduc, de asemenea, o contribuție considerabilă la literatura erotică.
Respingerea deschisă a tradiției de către Aderca, socialismul și pacifismul său și explorarea de către el a unor subiecte controversate au condus la mai multe scandaluri, făcându-l o țintă principală a atacurilor presei de extrema dreaptă din perioada interbelică. În calitate de membru al comunității evreiești din România și de critic vocal al antisemitismului, scriitorul a fost persecutat de regimurile fasciste succesive înainte și în timpul celui de-al Doilea Război Mondial. El și-a reluat apoi activitățile de scriitor și de promotor cultural, dar, după ce a eșuat în procesul de adaptarea completă a stilului său la cerințele stabilite de regimul comunist, a trăit ultimii săi ani de viață în obscuritate.
Căsătorit cu poeta și romanciera Sanda Movilă, Aderca s-a remarcat, de asemenea, prin activitatea sa în cadrul comunității literare interbelice, fiind intervievatorul altor scriitori și persoana care a stimulat inițierea mai multor proiecte jurnalistice colective. Interesul pentru diferitele aspecte ale contribuțiilor sale literare a fost reaprins la sfârșitul secolului al XX-lea și începutul secolului al XXI-lea.

## Biografie

### Începutul carierei și activitatea din timpul Primului Război Mondial
Froim Aderca era originar din regiunea istorică nord-estică Moldova, fiind născut în satul Puiești din județul Tutova (azi în județul Vaslui). El era unul dintre cei cinci copii ai negustorului Avram Adercu și ai soției sale, Debora Perlmutter, familia sa făcând parte din grupul minoritar al evreilor cărora România le acordase emanciparea politică. Strămoșii familiei proveneau de pe teritoriul Cehoslovaciei. Doi dintre frații lui Froim, Leon și Victor, au urmat meseria tatălui lor: primul a devenit vânzător de pantofi la Milano (Italia), iar al doilea a fost contabil în Israel.
După ce și-a completat educația primară la școala din satul natal, Froim și-a petrecut restul copilăriei în orașul Craiova din sud-vestul României și în zona rurală a Olteniei. Avram a început acolo o nouă afacere în parteneriat cu Monopolul de Stat asupra tutunului, iar Froim a urmat studiile secundare la Liceul „Carol I”. Nu și-a putut încheia studiile, deoarece în 1909 a fost exmatriculat „pentru totdeauna din toate școlile din țară”, după ce în teza sa de sfârșit de an a scris că apariția creștinismului era una dintre cauzele decăderii Imperiului Roman; D.A. Teodoru, secretarul general al Ministerului Instrucțiunii Publice, a sosit la Craiova în calitate de anchetator și a considerat că aserțiunea sa despre Isus cel istoric este anticreștină. Froim a participat la adunările unor cenacluri literare, alături de scriitori tradiționaliști, care i-au devenit mai târziu adversari ideologici. A încercat să debuteze ca poet încă din 1907, dar poeziile pe care le-a trimis revistei Sămănătorul i-au fost returnate, dar alte creații literare au apărut în revista craioveană Ramuri, satelitul provincial al Sămănătorului.
Împrietenindu-se cu editorul craiovean Ralian Samitca (al cărui frate, Ignat Samitca, a fost descris ca primul sponsor literar al lui Aderca), Aderca a publicat mai multe creații literare în volum. În 1910 a publicat eseul politic „Naționalism? Libertatea de a ucide” (sub pseudonimul Oliver Willy; eseul a fost republicat în 1922 sub titlul „Personalitatea. Drepturile ei în artă și viață”, cu o prefață scrisă de Constantin Rădulescu-Motru) și prima plachetă de versuri: Motive și simfonii. În 1912 au apărut alte patru plachete de versuri: Stihuri venerice, Fragmente și romanțe, Reverii sculptate și Prin lentile negre. Creațiile sale literare au apărut începând de atunci într-o publicație influentă și mai eclectică, Noua Revistă Română din București. Ciclul de poezii care a fost tipărit acolo, marcând debutul său oficial în 1913, este cunoscut sub titlul Panteism. În 1913 s-a căsătorit cu Rubina Penchas, fiica unui zaraf sărac.
După ce a debutat în dramaturgia românească cu versiunea tipărită a „paradoxului teatral” Antractul, Aderca a plecat în același an în Franța, dorind să-și dea acolo examenul de bacalaureat. El a încercat să înceapă o nouă viață la Paris, a participat la cursuri la Sorbona, dar a dus-o greu din punct de vedere financiar în capitala Franței și în 1914 s-a întors în patria sa pentru a-și efectua serviciul militar. În acest interval, în martie 1914, Noua Revistă Română a publicat unul dintre primele sale eseuri critice, „În marginea poeziei simboliste”, care a marcat începutul relațiilor lui Aderca cu mișcarea simbolistă în general și cu cercurile simboliste locale în particular. Pentru un timp el a fost însărcinat cu redactarea secțiunii literare a revistei și, în acest context, a început o polemică publică cu criticul tradiționalist (și evreul emancipat) Ion Trivale. Alte texte pe care le-a scris au fost publicate în Versuri și Proză, un periodic apărut în orașul Iași, asociat adesea cu ultimul val al simbolismului românesc.
După ce a fost martor al izbucnirii Primului Război Mondial încă înainte de intrarea României, Aderca și-a înregistrat experiența în volumul Sânge închegat. Note de război (1915). O mare parte a activității sale jurnalistice a fost formată din articole de opinie pacifiste și socialiste, în care a condamnat în egală măsură țările Antantei și Puterile Centrale. Pentru o vreme, el a avut o orientare germanofilă, argumentând că Puterile Centrale erau cele mai progresiste dintre două părți și chiar a contribuit, în 1915, la ziarul germanofil Seara.
Cu toate acestea, Aderca s-a aflat printre evreii încorporați în Armata Română în perioada anterioară emancipării depline, participând cu Regimentul I Dolj la acțiunile militare din teatrul de război local și apoi la campania militară a României din 1919 împotriva Ungariei sovietice. Conduita sa militară, considerată „eroică” de către istoricul cultural Andrei Oișteanu, i-a adus decorarea cu Medalia pentru bărbăție și credință. În perioada cât a fost civil, Aderca a continuat să fie apropiat cercurilor intelectuale anti-Antantă: în timpul perioadei de pace din 1918 el a colaborat la ziarul germanofil Scena al lui A. de Herz, dar a publicat doar poezii și eseuri literare.

### Membru al cenacluluiSburătorul
După încheierea războiului și formarea României Mari, Aderca s-a întors la Craiova, unde soția lui, Rubina Penchas (1890-1974), a dat naștere fiului lor, Marcel, în ianuarie 1920. Mai târziu în acel an, familia s-a stabilit în București, unde Aderca a fost numit ca funcționar public în cadrul Ministerului Muncii (post pe care l-a păstrat până în 1940). El colabora cu un alt poet, Benjamin Fundoianu, pregătind prelegeri pe diverse subiecte literare pentru a completa proiectele teatrale ale lui Fundoianu. În anul 1922 familia Aderca s-a destrămat, iar Froim a cunoscut-o la cenaclul Sburătorul pe Sanda Movilă (ea însăși o scriitoare aspirantă, născută cu numele de Maria Ionescu în județul Argeș), cu care s-a căsătorit în 1928.
În paralel, și-a continuat activitatea literară, publicând un număr mare de cărți într-o succesiune rapidă și, în unele cazuri, cu un succes semnificativ în rândul publicului român. Primul său roman, intitulat Domnișoara din str. Neptun, a fost tipărit în 1921 și a marcat ruptura definitivă a lui Aderca cu tradiționalismul. A urmat o lungă linie de romane și nuvele: Țapul (1921), reeditat ulterior cu titlurile Mireasa multiplă și Zeul iubirii; Moartea unei republici roșii (1924); Omul descompus (1926); Femeia cu carne albă (1927). Membru al Societății Scriitorilor Români, Aderca a debutat ca traducător din limba franceză, publicând o versiune a romanului Infernul (1921) al lui Henri Barbusse. În 1922 a reeditat eseul politic Naționalism? Libertatea de a ucide cu titlul Personalitatea. Drepturile ei în artă și în viață (dedicat filosofului și fondatorului publicației Noua Revistă Română Constantin Rădulescu-Motru) și a scos prima secțiune a unei lucrări mai teoretice, Idei și oameni.
După ce s-a stabilit la București, Felix Aderca a devenit membru al cenaclului modernist și al revistei Sburătorul. S-a spus că era unul dintre membrii privilegiați ai acestui cenaclu - adică cei ale căror opinii erau prețuite de liderul său, Eugen Lovinescu; potrivit istoricului literar Ovid S. Crohmălniceanu, el și-a asumat sarcina popularizării ideologiei antitradiționaliste și sburătoriste cu o intensitate recunoscută doar de criticii Vladimir Streinu și Pompiliu Constantinescu. Un verdict asemănător provine de la unul dintre contemporanii și rivalii lui Lovinescu, istoricul literar George Călinescu: „[Aderca] era acela care avea curajul de a lua o atitudine imediată, căreia apoi stăpânul casei [Lovinescu] îi dădea iscălitură și peceți”. Potrivit lui Marcel Aderca, Lovinescu i-a dat tatălui său pseudonimul Felix, dar scriitorul însuși a continuat să semneze doar F. Aderca. În 1927 scriitorul era, de asemenea, implicat direct în publicarea revistei omonime, servind ca membru al consiliului editorial și contribuind regulat la articole de recenzii ale cărților.
Relațiile dintre sburătoriști au fost transpuse din ce în ce mai mult la nivel personal: proprietarul unui automobil Peugeot, Aderca își lua colegii în excursii de weekend la Băneasa sau chiar în Carpații Meridionali. În cele din urmă, Aderca a devenit ceea ce istoristul literar Ioana Pârvulescu a descris ca fiind „un adevărat prieten” al lui Lovinescu. La fel ca și ceilalți sburătoriști, el a avut un comportament patern pentru tânăra fiică a mentorului său, Monica (ea însăși cunoscută în deceniile ulterioare ca un critic literar), și a fost prezent la botezul ei. În iunie 1926 el a fost unul dintre cei care au contribuit la o antologie de versuri scrise în onoarea ei (Versuri pentru Monica).
În alte contexte, întrunirile duceau la conflictele între diferiții membri ai cenaclului, inclusiv între Aderca și Lovinescu. În calitate de cronicar literar, Aderca a publicat comentarii negative referitoare la romanele colegei sale din cenaclul Sburătorul, Hortensia Papadat-Bengescu: în timp ce-i recunoștea construcția de calitate a unor scene literare, el a criticat stilul neîngrijit de exprimare în limba română și în special barbarismele. Deși a afirmat în repetate rânduri admirația sa pentru poetul nonconformist Al. T. Stamatiad (care s-a contrazis cu Lovinescu în timpul sesiunilor cenaclului Sburătorul), cei doi bărbați s-au certat cu privire la admirația lui Aderca față de Barbusse .

### Promotor al modernismului
Afilierea proprie a lui Aderca la cercul Sburătorul a fost vagă și interesele sale mai diverse decât cele ale mentorului său, Lovinescu. Crohmălniceanu, care vorbește despre „agitația fertilă” a lui Aderca, notează, de asemenea, că Aderca s-a împărțit între mai multe curente literare, rupând „nenumărate lănci în numele modernismului”. Lovinescu însuși, reflectând cu privire la perioada începuturilor cenaclului Sburătorul, și-a amintit că Aderca a acționat mai puțin ca un critic și mai mult ca un teoretician militant al propriei sale estetici. Împreună cu poetul Ion Barbu, colegul său sburătorist, dar contrar gusturilor lui Lovinescu, Aderca promova modernismul sub forma muzicii de jazz și a versurilor de jazz: în 1921, împreună cu Fundoianu șicu criticul Tudor Vianu, ei s-au distrat în compania cântăreței afro-americană de jazz Miriam Barca, care vizita România (această experiență a influențat unele dintre poeziile lui Barbu). În 1922 l-a ajutat pe Fundoianu să-și publice colecția sa de eseuri, intitulată Imagini și cărți din Franța, la Editura Socec.
În această fază a carierei sale, Aderca și-a stabilit reputația de publicist și cronicar teatral, interesat în mod deosebit de dezvoltarea modernismului în Republica de la Weimar și în Italia. Articolele sale din 1922 cuprind o imagine de ansamblu a futurismului italian. Publicate în ziarul craiovean Năzuința, ele au argumentat că această mișcare a pus bazele inovației nu numai în artă, ci și în viața cotidiană și în politică. Pentru o vreme, în 1923, a încercat să-și publice propria revistă, intitulată Spre Ziuă.
În tandem, Aderca s-a angajat într-o colaborare cu Contimporanul, o revistă modernistă vocală publicată de poetul Ion Vinea. Ea a publicat scrisoarea deschisă a lui Aderca din 1923 către profesioniștii de teatru din România. Scrisă ca un comentariu la un manifest artistic german (publicat inițial de Friedrich Sternthal în Der Neue Merkur), ea susținea că autori sau regizorii nefamiliari cu drama germană modernă nu mai puteau fi considerați competenți sau relevanți în domeniul lor de activitate. În anii următori, Contimporanul, cu programul fixat de atacul lui Vinea la adresa criticii literare instituționalizate, a publicat o dezbatere aprinsă cu Lovinescu și grupul său, lăsându-l pe nehotărâtul Aderca expus criticilor din partea ambelor părți. Contribuțiile lui publicistice au fost găzduite de mai multe reviste noi din perioada interbelică, printre care Mișcarea Literară a lui Liviu Rebreanu, unde, în 1925, Aderca a publicat în mod deosebit o introducere la scrierile dramaturgului german Georg Kaiser. În această perioadă s-a produs încorporarea expresionismului în opera sa literară, un prim rezultat al acesteia fiind piesa lui de teatru din 1923, Sburătorul (numită, ca și revista, după mitul Zburătorului din folclorul românesc). Simpatia sa crescândă pentru drama expresionistă sau „teatrul abstract” a fost exprimată și într-un set de articole pentru Rampa. Publicate între anii 1924-1925, acestea evidențiază, pe lângă admirația lui Aderca pentru piesele lui Frank Wedekind, aprecierea sa față de expresioniștii români Lucian Blaga și Adrian Maniu. Aderca a fost, de asemenea, printre cei care au salutat trupa expresionistă de teatru „Vilna” pentru reprezentarea piesei Căsătoria a lui Nikolai Gogol.
Alte texte ale lui Aderca au fost tipărite în revista Punct (o revistă-satelit provincială Contimporanului, fondată și redactată de Scarlat Callimachi), și în cotidianul Omul Liber, unde în 1923 l-a acuzat pe romancierul Cezar Petrescu că a plagiat scrierile lui Guy de Maupassant. Ideile sale despre viața comunității evreiești au fost tipărite în Lumea Evree, o publicație bilunară editată de filozoful Iosif Brucăr. Alte articole și diverse bucăți literare au fost împrăștiate prin mai multe reviste literare: Viața Romînească, Vremea, Ideea Europeană, Adevărul Literar și Artistic, Flacăra, Revista Fundațiilor Regale și Revista Literară, plus în suplimentul literar al ziarului Universul. Cercetătorul Dumitru Hîncu, care a numărat aproximativ 60 de publicații care au tipărit scrierile lui Aderca, notează de asemenea colaborarea sa la Îndreptarea, organul de presă al Partidului Poporului al generalului Alexandru Averescu. Pe lângă semnarea cu numele său sau cu inițialele lui, Aderca a folosit o varietate de pseudonime, printre care Willy, W. și Oliver, A. Tutova, Clifford Moore, F. Lix, Lix și N. Popov. El a folosit, de asemenea, numele Masca de fier, Masca de catifea și Omul cu mască de mătase.
Activitățile sale de promotor cultural au deschis calea pentru recunoașterea altor moderniști români. Potrivit lui Crohmălniceanu, eforturile lui Aderca au fost importante pentru popularizarea oficială a poeților Tudor Arghezi (pe care Aderca îl considera cel mai mare poet al vremii sale) și Ion Barbu. La începutul anilor 1920, Aderca a contribuit sporadic la revista Cuget Românesc, redactată de Arghezi. În 1928 el a devenit redactor al foii umoristice a lui Arghezi intitulate Bilete de Papagal, fiind unul dintre puținii scriitori evrei români care s-au aflat printre promotorii lui Arghezi. În paralel, contribuția sa de protector al avangardei românești a fost recunoscută de unii dintre membrii acestei mișcări și a fost remarcată de scriitorul aspirant Jacques G. Costin. Costin i s-a adresat astfel în 1932: „Sunteți amabil și ați asudat mult pentru cauzele mari”. Aderca s-a remarcat și în calitate de traducător, elaborând versiuni în limba română ale scrierilor Umila viață eroică și Precursorii ale lui Romain Rolland (ambele în 1924), precum și ale textelor lui Stefan Zweig (1926). El a tradus, de asemenea, R. U. R. (1926) de Karel Čapek, și Focul (1935) de Henri Barbusse.

### Începutul anilor 1930
Susținerea ideilor lui Lovinescu de către Aderca, cu critica sa a didacticismului și a comenzilor politice în domeniul artei, a fost elementul de legătură al eseurilor pe care le-a publicat în 1929 în volumul Mic tratat de estetică sau lumea văzută estetic. Tot în acel an, Aderca a adunat interviuri cu personalități literare, intelectuali și artiști într-o carte intitulată Mărturia unei generații. Cartea, ilustrată cu portrete în cerneală desenate de artistul constructivist Marcel Iancu, a fost, în ciuda titlului său, un omagiu adus scriitorilor din mai multe generații. Ea a inclus în mod deosebit o discuție extinsă între Aderca și Lovinescu, rezumând apropierile și diferențele dintre cei doi sburătoriști. În altă parte, Aderca discută cu Ion Barbu despre principalele etape ale poeziei lui Barbu: poetul Barbu respinge calificarea etapei ermetiste a poeziei sale din anii 1920 ca șaradistă, inaugurând un câmp de dezbateri între exegeții ulteriori ai operei sale.
În alte capitole, Cezar Petrescu povestește despre formarea sa ideologică și despre diferitele sale alegeri din anii tinereții, în timp ce Arghezi vorbește despre angajamentul său față de arta pură. Cartea include, de asemenea, convorbiri între Aderca și sculptorul Oscar Han, care reacționează împotriva politicilor oficiale cu privire la reperele naționale. Ceilalți bărbați și femei intervievați de Aderca sunt: scriitorii Blaga, Papadat-Bengescu, Rebreanu, Vinea, Ticu Archip, Camil Petrescu, Carol Ardeleanu, Ioan Alexandru Brătescu-Voinești, Vasile Demetrius, Mihail Dragomirescu, Victor Eftimiu, Elena Farago, Gala Galaction, Octavian Goga, Ion Minulescu, D. Nanu, Cincinat Pavelescu, Mihail Sadoveanu și Mihail Sorbul; actrițele Dida Solomon, Marioara Ventura și Marioara Voiculescu; sculptorul Ion Jalea și colecționarul de artă Krikor Zambaccian.
În aceeași perioadă, Aderca a recenzat scrierile lui Benjamin Fundoianu, ca urmare a succesului obținut de Fundoianu în Franța. Amintirile lui despre teatrul Insula și rezumarea formării literare a lui Fundoianu au fost corectate chiar de Fundoianu, care a fost oarecum iritat de abordarea acestui subiect (răspunsul poetului a fost publicat în 1930 în Adam, o revistă redactată de I. Ludo). În ciuda unor astfel de dezacorduri, Aderca și Fundoianu au continuat să corespondeze frecvent, iar Aderca a fost chiar abordat pentru a organiza călătoria de întoarcere în România a lui Fundoianu (planificată în timpul celei de-a doua șederi a lui Fundoianu în Argentina).
Următoarele contribuții literare ca romancier ale lui Aderca au avut loc în 1932, când a finalizat volumul de literatură fantastică Aventurile D-lui Ionel Lăcustă-Termidor și a publicat în câteva numere consecutive ale revistei Realitatea Ilustrată romanul științifico-fantastic Orașele înecate, redenumit ulterior Orașele scufundate. Inițial, aceste bucăți literare, grupate sub titlul X-O. Romanul viitorului, au fost semnate cu pseudonimul Leone Palmantini. O falsă notă biografică îl prezenta ca un autor italian cu un interes deosebit față de România. Doi ani mai târziu, diferitele schițe biografice ale unor personalități din secolele al XIX-lea și al XX-lea au apărut într-un volum intitulat Oameni excepționali, urmat în 1935 de un eseu despre viața modernă din Statele Unite ale Americii. El și-a extins activitatea de jurnalist, colaborând la Cuvântul liber al lui Tudor Teodorescu-Braniște, la Adam a lui I. Ludo, și la Discobolul (redactat de Dan Petrașincu și Ieronim Șerbu).

### Scandalul legat de pornografie

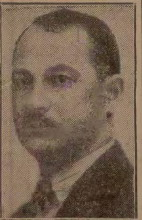
F. Aderca (1936).

La sfârșitul anilor 1920, Aderca a devenit implicat în marea dezbatere ce i-a opus pe moderniști și tradiționaliști cu privire la chestiunea „pornografiei” în literatură, atât în cea străină (tradusă), cât și în cea autohtonă. În articol publicat în 1931 în ziarul Vremea, intitulat Pornografie? și subintitulat Note pentru un studiu de literatură comparată, el s-a opus acestei catalogări, apărând în special integritatea artistică a lui James Joyce și conținutul sexual al romanului său Ulise. În același timp, el a scris o recenzie entuziastă unei cărți la fel de controversate a tânărului autor român Mircea Eliade, Isabel și apele diavolului, scriind în ziarul Adevărul: „într-o țară de mare cultură, un asemenea debut ar fi adus autorului glorie, notorietate și avere.”
Pozițiile sale politice și respingerea convențiilor sexuale ale vremii l-au adus în atenția autorităților statului. Un raport confidențial din 1927, întocmit de Siguranța Statului, susținea acuzațiile cu privire la „lipsa de respect” față de regele Ferdinand I, ridiculizarea tradițiilor și a „sănătoaselor noastre obiceiuri”, folosirea „celei mai detestabile pornografii” și a „sexualismului bolnav”. În această perioadă Aderca și alți tineri moderniști au intrat în conflict cu istoricul Nicolae Iorga, redactorul revistei Cuget Clar și decanul tradiționalismului românesc, care l-a catalogat pe Aderca ca promotor al unei literaturi „bolnave”. În articolele publicate în Cuvântul liber, el l-a apărat pe susținătorul clasic al cosmopolitanismului și realismului literar român, Ion Luca Caragiale, de atacurile tradiționalistului modern N. Davidescu (pe care Aderca îl considera un „reacționar sângeros”).
În 1932 Aderca, împreună cu colegii săi romancieri Camil Petrescu și Liviu Rebreanu, a participat la o discuție publică (prezidată de filozoful Ion Petrovici și organizată într-un cinematograf din Lipscani), abordând scandalul internațional declanșat de publicarea cărții Amantul doamnei Chatterley a lui D. H. Lawrence și, în termeni mai generali, gradul de acceptare atât al literaturii erotice, cât și al limbajului profan. În cele din urmă, participanții au fost de acord că pot renunța la unele dintre convențiile tradiționale mai rigide, inclusiv practica autocenzurii, în timp ce Aderca a publicat un elogiu al „monumentului poetic fără pereche” al lui Lawrence. În anul următor a încheiat lucrul la un roman inspirat direct de cartea lui Lawrence: Al doilea amant al doamnei Chatterley, numit „o copie nereușită” de către istoricul literar Ștefan Borbély, și inclus retrospectiv de către criticul Gheorghe Grigurcu printre cele mai importante texte românești cu tematică sexuală ale generației lui Aderca.
Apariția romanului Al doilea amant... a condus, aproximativ patru ani mai târziu, la arestarea lui Aderca, în baza unor acuzații de pornografie. Aderca a fost astfel ultimul presupus pornograf care a fost arestat dintre mai mulți autori moderniști: predecesorii lui au fost Geo Bogza și H. Bonciu, ultimul apărându-se singur și apărându-i pe colegii săi cu declarații că nici una dintre lucrările incriminate nu a fost tipărită în mai mult de 500 de exemplare. Măsurile represive din 1937 au fost sărbătorite în presa tradiționalistă și de extremă dreaptă, în special în articolele criticului Ovidiu Papadima din revista fascistă Sfarmă-Piatră. În mod asemănător, revistele naționaliste Cuget Clar și Neamul Românesc ale lui Iorga l-au inclus pe Aderca pe o listă de zece autori români considerați licențioși.
În anii rămași până la cel de-al Doilea Război Mondial, Aderca și-a concentrat interesul pe teme politice. În această perioadă a scris 1916, un roman dedicat în mare parte participării României la Primul Război Mondial, tipărit pentru prima dată la aniversarea a 20 de ani de la intrarea României în război (1936). În 1936 Editura Vremea a publicat, de asemenea, prima ediție completă a romanului Orașele înecate, dezvăluindu-l ca fiind persoana din spatele pseudonimului Palmantini. Romanul Revolte, publicat pentru prima dată în 1945, dar, conform afirmației lui Aderca, finalizat în 1938, a explorat deficiențele sistemului judiciar al României, în timp ce A fost odată un imperiu (1939) era în parte un roman istoric despre declinul și căderea Rusiei imperiale.

### Persecuția antisemită și Al Doilea Război Mondial
La începutul anului 1938, la scurt timp după ce partenerii politici antisemiți Octavian Goga și A. C. Cuza, conducătorii Partidului Național Creștin, au format un nou guvern, Aderca a fost expus direct represiunilor politice. În timp ce toți ceilalți angajați evrei au fost destituiți din funcțiile deținute în administrația publică, Aderca nu a putut fi concediat deoarece fusese decorat în timpul Primului Război Mondial; astfel, ministrul muncii Gheorghe A. Cuza a emis ordinul de transfer disciplinar al lui Aderca într-un oraș îndepărtat, Cernăuți sau Chișinău, hărțuindu-l pentru a-l determina să-și dea demisia. Măsura administrativă, care a implicat mutarea lui Aderca departe de soția și de fiul său, a declanșat un protest public din partea scriitorului Zaharia Stancu și a criticului Perpessicius. Zaharia Stancu a denunțat ipocrizia persecutării unui evreu care „și-a făcut datoria cu prisosință” în timpul războiului, în timp ce primul ministru Goga nici măcar nu participase la război deoarece se afla la Paris. Scriitorul evreu Mihail Sebastian a consemnat, de asemenea, în Jurnalul său, tristețea de a vedea cum, „după două războaie și după douăzeci de cărți”, scriitorul de vârstă medie Aderca a fost trimis departe de capitală și nevoit să ducă un trai precar „ca represalii”. Sebastian a adăugat: „Am cetit o scrisoare a lui către nevastă-sa. Nici o văicăreală, aproape nici o amărăciune”. Aderca a fost trimis apoi într-un alt colț al țării, în orașul Lugoj, iar după căderea guvernului Goga-Cuza a revenit la București.
Deși a fost dat afară din Societatea Scriitorilor Români pentru că era evreu, Aderca a petrecut o parte din perioada ulterioară scriind un roman biografic despre țarul rus Petru cel Mare; finalizat în 1940, el a fost intitulat Petru cel Mare, întâiul revoluționar, constructorul Rusiei și a fost publicat sub pseudonimul N. Popov. În toamna anului 1940, după ascensiunea la putere a organizației de extrema dreaptă Garda de Fier și instaurarea unui guvern național-legionar, ministrul muncii, sănătății și ocrotirii sociale, legionarul Vasile Iașinschi, l-a destituit pe Aderca din Ministerul Muncii. Mai târziu în același an, Aderca a devenit director artistic al Teatrului Evreiesc Barașeum înainte de inaugurarea sa. Contextul politic era extrem de dificil pentru ghetoul evreiesc, iar misiunea lui Aderca a fost complicată de alte probleme: Marcel Iancu, însărcinat cu renovarea, a fugit în Palestina înaintea inaugurării teatrului; în paralel, a avut loc un conflict cu privire la repertoriu între principalele actrițe Leny Caler și Beate Fredanov, în timp ce prietenul lui Aderca, Sebastian, a refuzat să-l ajute să administreze teatrul.
Rebeliunea legionară din ianuarie 1941, când conducătorul autoritarist Ion Antonescu s-a confruntat cu o încercare violentă a partenerilor săi din Garda de Fier de a-l înlătura de la putere, a făcut din Aderca o victimă a Pogromului de la București. Sebastian a scris în Jurnal că Aderca a avut „o candoare aproape comică”: în loc să se ascundă de raziile criminale ale Gărzii, Aderca a bătut la ușa unui cuib legionar pentru a cere informații, a fost reținut și bătut, dar eliberat în aceeași seară, când alții au fost uciși în aceeași zi în acea închisoare improvizată. Teatrul Barașeum a fost deschis o lună mai târziu sub o nouă conducere.
După ce noua legislație antisemită i-a înlăturat pe evrei din funcțiile publice și din învățământ (vezi România în al Doilea Război Mondial, Holocaustul în România), Aderca a obținut un post de profesor de estetică literară și filozofică și de istoria literaturii române la Colegiul particular pentru tinerii evrei excluși din învățământul de stat (fondat de Marcu Onescu). El, Sebastian și alți scriitori și jurnaliști evrei români au fost menționați pe o listă de autori cenzurați compusă de guvernul Antonescu, iar scrierile lor au fost oficial interzise.
Printre cei care au continuat să mai frecventeze casa lui Aderca din apropierea Grădinii Cișmigiu s-au aflat Sebastian, care lucra, de asemenea, la colegiul particular al lui Onescu, și Lovinescu, înainte de moartea sa prematură. După ce a fost dat afară din Societatea Scriitorilor Români, Aderca a avut greutăți financiare tot mai mari. Potrivit poetului Virgil Carianopol, el a beneficiat de ajutorul material al colegului scriitor Marius Mircu (cunoscut cu pseudonimul G. M. Vlădescu), care i-a sprijinit financiar pe mai mulți artiști marginalizați. În august 1941, politicile antisemite aprobate de Antonescu au creat riscul internării lui Aderca într-un lagăr de muncă pentru prizonierii evrei. El a primit o notificare oficială pentru a se prezenta pe 20 august 1941 la sediul Prefecturii Capitalei în vederea deportării, dar, datorită trecutului său militar din perioada Primului Război Mondial, i-a fost acordată în cele din urmă o scutire.

### Sfârșitul anilor 1940
Aderca și-a reluat activitățile culturale la scurt timp după răsturnarea regimului Antonescu prin Lovitura de stat de la 23 august 1944. În 1945 a fost numit director al învățământului artistic în Ministerul Artelor, unde a lucrat până în 1948 când s-a pensionat. În ianuarie 1945 a fost implicat într-o polemică cu George Călinescu. Focalizată pe recenziile mixte ale romanelor sale realizate de Călinescu, ea a fost declanșată de articolul „Rondul de noapte” publicat de Aderca în ziarul Democrația și reaprinsă mai târziu de răspunsurile publicate în ziarele Victoria și Națiunea Românǎ. Aderca a purtat discuții cu un autor mai tânăr, Ion Biberi, care a publicat conversațiile lor ca un capitol în volumul său Lumea de mâine.
Aderca a obținut mai multe onoruri, fiind decorat cu Ordinul Meritul Cultural în grad de cavaler, și a început să lucreze la o ediție definitivă a operei sale. În mai 1945 a reprezentat Ministerul Artelor la înmormântarea prietenului său Sebastian, care murise într-un accident rutier. Reprimit în Societatea Scriitorilor Români, Aderca a fost membru al comisiei care i-a acordat în 1946 Premiul Național pentru Proză fostei sale colege Hortensia Papadat-Bengescu. În articolele publicate în ziarele românești, Aderca însuși a descris această măsură ca un semn că România revenea la o normalitate artistică și politică, recompensând talentul pe o bază mai degrabă democratică decât etnică.
După moartea lui Lovinescu, Aderca s-a alăturat unui consiliu de scriitori care continuă să acorde premii anuale în memoria sa. În acel moment, Aderca era implicat într-o serie de dispute între mai vechii sburătoriști și mai tinerii discipoli ai lui Lovinescu din Cercul Literar de la Sibiu. Fiind membru în comitetul de premii al asociației Lovinescu, alături de Camil Petrescu, Perpessicius, Vladimir Streinu, Șerban Cioculescu și liderul Cercului de la Sibiu, Ion Negoițescu, Aderca s-a opus premierii în 1947 a poetului Ștefan Augustin Doinaș, probabil din cauza folosirii ocazionale de către Doinaș a unor subiecte patriotice și, prin urmare, politizate. În plus față de ediția întârziată a romanului Revolte și de primul volum al scrierilor sale în versiunea definitivă (publicat în 1945 sub titlul Opere și prefațat de Tudor Vianu), el a mai publicat în 1947 un volum de conversații cu privire la arta baletului și a tradus cărți scrise, printre alții, de Vicki Baum, John Steinbeck și Egon Erwin Kisch. A terminat, de asemenea, o nouă piesă de teatru, parabola Muzică de balet, care conținea și un comentariu cu privire la antisemitismul din timpul războiului.

### Ultimii ani și moartea
Potrivit lui Crohmălniceanu, lipsa de conformitate politică a lui Aderca s-a arătat încă din 1950, când comunitatea literară a început să-l evite „ca pe o ciumă”. El și-a petrecut o parte a anului 1951 la o casă de vacanță a Uniunii Scriitorilor de la Sinaia, unde a scris un jurnal al experiențelor sale zilnice. Deși a criticat vechiul regim și a respectat dogma oficială, el a descris locul ca un refugiu pentru eșecurile literare al celor disperați să asimileze principiile realismului socialist și să permită să fie monitorizați îndeaproape de supraveghetorii politici.
Partea finală a operei lui Aderca, care acoperă perioada de după instaurarea regimului comunist în România, se axează pe literatura pentru copii și tineret, precum și pe romane biografice și de aventuri (sau, potrivit lui Crohmălniceanu, „cărți destinate tineretului, biografii romanțate și evocări istorico-aventuroase”). Printre aceste cărți se numără povestirea de aventuri În valea marelui fluviu (1955), o biografie a lui Cristofor Columb din 1957, povestirea pentru tineret Jurnalul lui Andrei Hudici (1958) și o altă povestire de aventuri pentru tineret petrecută în Rusia lui Petru cel Mare (Un călăreț pierdut în stepă, 1961). Parțial motivat de comenzile ideologice, el a redactat un eseu biografic apologetic al ideologului marxist din secolul al XIX-lea, Constantin Dobrogeanu-Gherea.
Paralizat în urma unui grav accident de circulație, Aderca și-a petrecut ultimii săi ani de viață într-o relativă izolare. Contractul său din 2 aprilie 1956 cu Editura de Stat pentru Literatură și Artă (ESPLA), o editură de stat condusă de scriitorul Petru Dumitriu, a generat un scandal public: ESPLA a înaintat o plângere juridică împotriva lui Aderca, acuzându-l că nu a restituit o sumă mare de bani pe care o primise ca avans pentru romanul planificat Casa cu cinci fete. Scrierea fusese respinsă din cauza faptului că avea „grave greșeli de ordin ideologic-politic” și „idei vădit reacționare” (vezi Cenzura în România comunistă). El a fost trecut din nou pe lista neagră, dar Crohmălniceanu a reușit o curățare parțială a numelui său în 1960. I s-a permis să publice în Contemporanul un omagiu adresat lui Arghezi, care tocmai fusese complet reabilitat. La începutul anilor 1960, Aderca și Sanda Movilă frecventau din nou cluburile Uniunii Scriitorilor. Aderca s-a simțit ignorat de Arghezi, ceea ce l-a supărat foarte mult.
Controversa cu privire la opera sa a reînceput în 1962. În acel an, noul redactor-șef al Editurii pentru literatură, Mihai Gafița, a decis să nu publice studiul biografic al lui Aderca despre Johann Wolfgang von Goethe, la care scriitorul în vârstă lucrase, potrivit spuselor proprii, încă din 1948. Această reacție l-a supărat mult pe Aderca. El i-a scris primului secretar al Partidului Comunist, Gheorghe Gheorghiu-Dej, rugându-l să reevalueze substanța ideologică a textului. A menționat în acea scrisoare că un alt text al său, un roman-reportaj despre muncitorii de la o gospodărie colectivă din Regiunea Mureș-Autonomă Maghiară, fusese, de asemenea, ignorat de Gafița.
Încă din 1956, Aderca a început să arate semne de tulburare neurologică. Diagnosticat cu o tumoare cerebrală, el a murit înainte ca problema editării studiului despre Goethe să poată fi soluționată. Potrivit ultimei sale dorințe, trupul său a fost incinerat și cenușa a fost aruncată în Marea Neagră de văduva și de fiul său pe ritmurile Rapsodiei române de George Enescu.

## Activitatea literară

### Caracteristici generale
Începând în anii 1920, Aderca a atras atenția criticilor prin frecvența contribuțiilor sale literare și a pozițiilor sale combative. În anul 1945 Tudor Vianu l-a descris ca un „encyclopédiste” local, sugerând că analizarea critică a întregii opere a lui Aderca ar dura o viață. Istoricul literar Henri Zalis consemna că Aderca era foarte apreciat pentru „febrilitatea extremă”, deoarece a abordat atât de multe specii literare încât colegii săi au fost în mod inevitabil eclipsați: „găsim în epoca urbană și rurală a lui Aderca notații erotice și fixații obsesive, zbuciumul unei gândiri asemănătoare cu beția traumatizantă”. George Călinescu a văzut în Aderca un „umorist impenetrabil, plin de sarcasm” aflat într-o „rezervă subtilă” față de lume, care ar putea dovedi un entuziasm necritic pentru „lumea fictivă” a ideologiei politice. Contribuția lui Aderca la umorul românesc a fost evidențiată și de alți contemporani ai săi: unul dintre aceștia, memorialistul Vlaicu Bârna, și-a amintit de „vraja de causeur” a scriitorului.
Deși recunoscută pentru productivitatea sa, cariera de scriitor a lui Aderca a fost considerată de diverși critici ca fiind marcată de inconsecvențe și eșecuri. Unul dintre contemporanii săi, Pompiliu Constantinescu, a opinat că inteligența lui Aderca a stat în calea sensibilității sale, stânjenindu-i stilul literar. Câteva decenii mai târziu, criticul literar Constantin Cubleșan a scris că Aderca este unul dintre numeroșii autori interbelici care au încorporat influențele moderniste într-o mare varietate de genuri literare „fără să adâncească în realitate pe vreunul”; opera lui Aderca reunește „conflictele parabolice” și „naturalismul”, cu riscul de a deveni anostă. El îl consideră pe Aderca ca fiind „virtuosul nedesăvârșit” cu un „loc nedeterminat” în cultura română.
Cubleșan crede că, în ciuda fecundității literare a lui Aderca, el nu a arătat niciodată lumii literare românești cine este cu adevărat. În sprijinul acestei afirmații, el citează un eseu din 1936 al scriitorului și criticului modernist Eugène Ionesco. După ce îi atacase deja pe Aderca și pe alți critici importanți ai vremii în pamfletul său Nu (1934), Ionesco a concluzionat că Aderca avea „destinul unui jurnalist: gloria lui literară este condamnată să fie tot atât de efemeră pe cât era de diversă, iar numele lui nu poate fi legat de nicio operă importantă”.

### Modernismul lui Aderca
Multe aspecte ale operei lui Aderca, susțin criticii, aparțin literaturii experimentale. Referindu-se la aceste aspecte, Constantin Cubleșan l-a catalogat pe Aderca drept „un permanent rebel literar, gata mereu gata să conteste orice și să devină entuziasmat, în egală măsură, cu privire la orice, căutându-se de fapt pe sine”. Scriind în 2005, Ștefan Borbély notează că o mare parte a acestei literaturi avea o natură comercială, fiind determinată de dorința autorului de a asimila teme la modă. În contrast, Henri Zalis, care citează o afirmație făcută anterior de Vianu, îl consideră pe Aderca ca un povestitor în tradiția romantică. Zalis observă, de asemenea, că dificultățile în evaluarea categoriei stilistice a lui Aderca au legătură cu motivația singulară a protagoniștilor săi, adesea una erotică, căreia îi „circumscriu” întreaga lor existență. Zalis consideră că opera lui Aderca este îndatorată superficial, prin vitalismul ei, unei școli moderniste cu un caracter puternic naturalist.
Cu ajutorul teoriei sale literare, Aderca a căutat să importe modernismul occidental, aclimatizând diversele sale componente într-un context românesc. Diversele sale scrieri sunt îndatorate mai mult sau mai puțin explicit expresionismului, pe care îl imită prin modificarea tehnicilor narative tradiționale. După cum sugerează istoricul Dan Grigorescu, articolele lui Aderca nu reușesc să afirme în mod direct afilierea sa la expresionism, dar sugerează totuși un angajament „total”. Crohmălniceanu îl plasează pe Aderca la jumătatea distanței între naturalism și expresionism, în apropierea unor scriitori precum Gib Mihăescu și George Mihail Zamfirescu. Formula expresionistă, observă el, este folosită de Aderca doar acolo unde poate sugera un „al doilea plan, ideatic” al narațiunii. Cubleșan consideră operele „utopice” ale lui Aderca drept inerent expresioniste, „evitând concretețea terifiantă a realității imediate”. În plus, istoricul literar Paul Cernat plasează piesa Sburătorul (1923) în „recolta” expresionistă a României de la începutul anilor 1920 (alături de creațiile lui Blaga, George Ciprian, Adrian Maniu și Isaia Răcăciuni). El avertizează, de asemenea, că, în ciuda modernismului lor, toate aceste texte „nu conțineau nimic radical”.
În timp ce a împrumutat multe elemente din ideologia expresionistă și din alte opere ale literaturii germane moderne, Aderca a adoptat și a promovat stiluri asociate altor tendințe noi din Europa de Vest. Un coleg modernist, criticul literar Perpessicius, a remarcat că Aderca era unul dintre scriitorii români inspirați în mare parte de psihanaliză, într-o vreme în care românii abia aflaseră de existența acesteia. Crohmălniceanu a atras, de asemenea, atenția asupra utilizării de către Aderca a monologului interior. Stilul literar neconvențional al lui Aderca, asemănător cu cel al lui Ion Călugăru, Ion Vinea sau Maniu, a fost asociat de unii cu stilul tipic al lui Urmuz, o figură curajoasă a scenei avangardiste românești din anii 1920. Această asociere a fost respinsă de Perpessicius, care a argumentat că Urmuz era practic necunoscut lumii în perioada când Aderca a început să-și scrie proza.
O altă lumină călăuzitoare în opera lui Aderca a fost romancierul francez Marcel Proust. Aderca, Benjamin Fondane și Mihai Ralea au fost printre primii critici români care au analizat tehnicile literare ale lui Proust. Criticul Crohmălniceanu susține că „formulele proustiene” și împrumuturile de la James Joyce reprezintă coloana vertebrală a operei ficționale a lui Aderca și anunță progresul ulterior al modernismului românesc. Acuratețea opiniilor timpurii ale lui Aderca despre În căutarea timpului pierdut a fost mult dezbătută în cadrul comunității literare românești. În esență, Aderca l-a descris pe Proust ca un „romancier simbolist” și un vizionar subversiv al romanului clasic. Prietenul său Mihail Sebastian a contestat energic aceste evaluări (Sebastian a crezut din contra că Proust a consolidat, de fapt, un gen clasic pe cale de dispariție); el a respins, de asemenea, încercările lui Aderca de a identifica sursele de inspirație din viața reală a personajelor proustiene.

### Sburătorismși antisburătorism
În ciuda propriilor începuturi literare marcate de tradiționalismul provincial, Aderca a fost cunoscut mai mult ca un critic vocal al curentului promovat de Sămănătorul și Ramuri. La fel ca Eugen Lovinescu și ca alți reprezentanți ai curentului sburătorist, Aderca a adus un omagiu epocii artei de dragul artei, o artă care, așa cum a spus el, „trebuie să rămână nudă”. În acest sens, Aderca a fost inspirat parțial de cenaclul literar Junimea din secolul al XIX-lea. Potrivit lui Crohmălniceanu, Lovinescu și Aderca au menținut un „cult” al lui Maiorescu, pe care Mic tratat de estetică îl caracteriza mai mult ca un personaj antisistem decât ca un politician conservator. În ansamblu, Aderca a susținut sinteza junimismului și modernismului de către Lovinescu, cunoscută sub numele de „sincronism”. La fel ca și Lovinescu, el s-a opus încercărilor de „naționalizare” a literaturii susținute de cercurile tradiționaliste și a propus o integrare chiar mai completă cu cultura occidentală. Unele persoane care au participat la ședințele cenaclului Sburătorul sugerează că ideile lui Aderca cu privire la arta poetică au influențat foarte mult ideologia grupului, încadrându-se în același timp în sistemul teoretic mai vast al lui Lovinescu.
Aceste idei dovedesc opoziția fermă a lui Aderca împotriva tradiționalismului, fie că este de dreapta sau de stânga. Atacul său la adresa tradiționaliștilor de dreapta a conținut remarci sarcastice, cum ar fi afimația că istoricul și criticul Nicolae Iorga ar fi cel care conducea „carele mocănești ale sămănătorismului”. În opinia lui Aderca, tradiționaliștii de stânga care au apărut din fracțiunea poporanistă greșeau la fel de mult cerând aplicarea unui „criteriu național” în artă. El a afirmat această obiecție într-o polemică cu ideologul poporanist Garabet Ibrăileanu: „Nu știu dacă [produsele culturale românești] nu sunt în esență, în stadiul în care cultura a pătruns, la fel ca și cele [din regiunile periferice] în care omul de fier al civilizației europene se plimbă cu un pas greu”. El a ridiculizat didacticismul altor scriitori, adresându-se lor cu termeni împrumutați de la Ion Luca Caragiale: ei erau „pompieri-cetățeni și cetățeni-pompieri”.
Cu toate acestea, Aderca a fost înclinat să pună la îndoială validitatea absolută a principiilor sincroniste: sugerând că urmărirea inovației ca scop ar putea să submineze originalitatea umană, el a avertizat că astfel de imperative ar putea reproduce consecințele negative ale comenzilor publice. Convingerea sa că convențiile formale trebuiau să fie puse la îndoială ori de câte ori era necesar a fost nuanțată de Lovinescu, care a răspuns că literatura bună ar putea avea un stil convențional. De asemenea, Aderca nu a respectat principiile lui Lovinescu cu privire la faptul că romancierii români trebuiau în cele din urmă să renunțe la lirism pentru o abordare mai obiectivă a scrisului.. O dezbatere suplimentară a avut loc în 1937, când Aderca, scriind în ziarul Adevărul, l-a dojenit pe Lovinescu pentru că a ignorat contribuțiile lui Urmuz „extraordinare, ciudate, unice și strălucite”. Aderca, văzut de Cernat ca unul dintre câțiva poeți români moderni care au preluat funcțiile de critici în timp ce respingeau toate manifestările autorității critice, a luat poziție împotriva tuturor intervențiilor academice din domeniul literaturii. El a descris astfel de intruziuni ca fiind restrictive, i-a comparat pe criticii profesioniști cu bărbierii și a argumentat că empatia critică era mai dezirabilă decât purismul teoretic. Lucrarea Mic tratat era mai interesată de ceea ce nu era „fenomenul estetic” decât de ceea ce era. Ea a ridiculizat diferitele școli de interpretare, evidențiind regretul lui Aderca că a contribuit vreodată în domeniul criticii literare.
Crohmălniceanu îl consideră în principal pe Aderca drept un scriitor sburătorist energic, a cărui prezență în paginile revistei Contimporanul nu a însemnat afilierea sa efectivă la acest cerc rival. El sugerează că Aderca era în egală măsură membru a două subgrupuri separate ale scriitorilor sburătoriști: analiștii, interesați de „psihologiile mai complicate” (subgrup reprezentat și de Anton Holban și Henriette Yvonne Stahl), și emancipații sexuali, care au amestecat preferința generică pentru mediul urban cu explorări ale tematicii literaturii erotice, subgrup reprezentat de Răcăciuni, Mihail Celarianu și Sergiu Dan. Trăsăturile analitice și erotice au fuzionat în câteva dintre scrierile lui Aderca. Crohmălniceanu notează că Aderca a văzut în sexualitate răspunsul la o comandă care a apărut „din străfundurile vieții și ordinii cosmice”, precum și adevărata sursă a identității și individualității umane.
Paul Cernat susține că Aderca, împreună cu colegul său critic-romancier N. D. Cocea, se număra printre acei colaboratori ai revistei Contimporanul care au rămas în afara mișcării avangardiste, făcând doar puține concesii esteticii avangardiste. Apartenența culturală contradictorie a lui Aderca a fost abordată chiar cu severitate de către Vinea. Într-un editorial din 1927 pentru Contimporanul, în care a comparat recenziile lui Lovinescu cu „o menajerie”, Vinea a declarat: „[Dintre colaboratorii revistei Sburătorul,] numai F. Aderca simulează controversa, strigând din cușca sa: „Sunt independent... Nu trece nici o zi în care să nu mă cert cu Lovinescu...” Și, în acest timp, dresorul insensibil [Lovinescu] își face elefanții să cânte la pian”.

### Primele scrieri
Contribuția originală a lui Aderca în domeniul literaturii a început sub forma poeziei lirice. Cele cinci volume de versuri, publicate între 1910 și 1912, au fost remarcate de Crohmălniceanu ca impregnate de un „senzualism intelectualizat”, cu metode introspective care erau puțin întâlnite în acea vreme. Cu toate acestea, Crohmălniceanu sugerează, de asemenea, că expresiile extrase din vocabularul românesc de la începutul secolului al XX-lea face ca aceste versuri să fie învechite. În mod similar, Călinescu a argumentat că poezia de dragoste a lui Aderca este dominată de „sugestii” și „senzații”, dar fără a conține „sentimente”. Cea mai importantă creație lirică a lui Aderca, notează el, se găsește în altă parte, în poeziile „panteiste” mai asemănătoare cu cele ale lui Ion Barbu, în care își concentrează atenția către marile expansiuni ale cosmosului sau către lumea minerală. Așa cum a remarcat Ioana Pârvulescu, celelalte contribuții poetice ale lui Aderca din Versuri pentru Monica pot fi considerate „jocuri de societate” în care doar își exersează abilitățile de versificație.
În romanul psihologic Domnișoara din str. Neptun, Aderca a încercat să conteste o temă preferată a literaturii tradiționaliste și sămănătoriste: sămănătoriștii considerau orașul ca un consumator mecanic al energiei rurale și ca un loc în care țăranii erau nevoiți să ducă o viață de mizerie. Henri Zalis, pentru care textul este mai mult o nuvelă decât un roman, vede o altă intenție ascunsă, „subversivă”: „gingășia în nefericire, autenticitatea țâșnind din nucleul arzător al înstrăinării”. În plus, Zalis a menționat că Aderca a descris cu savoare „demistificarea” mahalalei, în care se instalau țăranii migrați la oraș și pe care literatura anterioară o prezentase ca un spațiu idilic. Aderca subliniază că mahalaua este „organul de reproducere al orașului”, un mediu de o „virilitate” și naturalețe brutală. După cum argumentează Crohmălniceanu, Aderca rescrie tema sămănătoristă prin înfățișarea unui conflict expresionist între oraș și sat, cele două „mari entități colective”.
Aderca începe romanul cu mutarea la oraș a lui Păun Oproiu, un țăran care s-a angajat la CFR. În loc să se simtă ispitit de orașul industrial modern, Păun se transformă într-un locuitor al mahalalei, un loc care i se pare mai familiar. După moartea lui pe frontul Primului Război Mondial, atenția se îndreaptă către familia lui. Văduva și fiicele se întorc în sat, însă reasimilarea lor este iluzorie: fiica cea mai mare, Nuța, se întoarce în oraș, unde alege să devină o femeie întreținută și, în cele din urmă, o ia pe calea prostituției. Decăderea ei morală o transformă într-o ființă cu un fizic ruinat, iar mulți dintre foștii ei iubiți o ocolesc cu dezgust. Ea se hotărăște să se sinucidă, sărind în fața unui tren în mișcare (gest ilustrat în carte ca o ultimă îmbrățișare erotică). O astfel de relatare modernistă a avut parte de o laudă neconvențională din partea colegului Fundoianu: „Cartea [...] e așa de pitorească și de atâta senzualism se bucură, că fiecare cititor o poate avea aproape vie pe Nuța”.

### Romanele de război
Încă din anul 1922, criticul simbolist Pompiliu Păltănea îl descria pe Aderca drept un scriitor „ideologic” cu tendințe pacifiste, alături de Eugen Relgis, Ioan Alexandru Brătescu-Voinești și Barbu Lăzăreanu. Moartea unei republici roșii îl introduce pe alter ego-ul autorului, inginerul Aurel: narațiunea sa la persoana I evidențiază dilemele morale ale participării lui la Războiul româno-ungar din 1919. Marxist mistuit de contradicții, Aurel se află cu unitatea sa militară în Transilvania, fiind nevoit să participe la intervenția armată împotriva guvernului sovietic din Ungaria. În plus, încrederea sa în necesitatea egalității universale și frica sa față de apariția unor conflicte etnice sunt consolidate odată ce observă aroganța românilor, uciderea aleatorie a prizonierilor maghiari transilvăneni și oprimarea evreilor din Transilvania. Crohmălniceanu consideră că romanul iese în evidență prin tonul său introspectiv, care culminează cu o autoironie ce obiectivizează scenele de luptă. Acestea din urmă sunt descrise „în manieră rece, constatativă”.
În 1916, Aderca se concentrează mai mult pe impactul social al războiului. Vastă frescă a înfrângerilor grele suferite de România în luptele cu Puterile Centrale și a dramei umane pe care a declanșat-o, cartea a fost lăudată de Lovinescu ca o descriere precisă a intervalului 1914-1920 și a fost considerată de Cubleșan ca fiind comparabilă cu alte opere literare românești (scrise de Camil Petrescu, Cezar Petrescu, Liviu Rebreanu sau George Cornea) care descriu conflictele morale din timpul Primului Război Mondial. Romanul lui Aderca, notează el, este o abordare inversată a frământărilor identitare prezentate în romanul Pădurea spânzuraților al lui Rebreanu, în care un intelectual de etnie română își reevaluează loialitatea sa față de Austro-Ungaria. Scrierea are în mare parte o formă convențională, dar Aderca utilizează tehnici avangardiste pentru a spori autenticitatea narativă: de exemplu, el introduce într-o secțiune partituri muzicale în text.
Figura centrală este aici ofițerul Armatei Române Titel Ursu. Având convingeri germanofile, el consideră războiul alături de Antanta ca fiind o umilință și, odată ajuns în linia întâi, sabotează efortul de război până în momentul când este arestat și judecat pentru trădare. În contrast, tatăl său, căpitanul Costache Ursu, este după standardele tuturor un erou de război și crede hotărât în virtuțile patriotice ale conducătorilor proaliați ai țării. Ei se confruntă unul cu altul în închisoare: în timp ce Titel își așteaptă execuția, tatăl său indignat îl îndeamnă să se sinucidă și să-și salveze onoarea - un moment „cheie”, potrivit lui Cubleșan. Ura lui Costache pentru fiul său, deși contrabalansată de milă și regret, i-a uimit pe criticii literari ai acelor vremuri. Într-un fragment autorul scrie următoarele: „pe Titel îl ura, îl ura cu un nestins jar între pleoape, cu o lespede pe piept, care-i tăia răsufletul. [...] Existența pe lume a fiului i se părea o cumplită greșeală”. Această portretizare a fost privită cu mai multă înțelegere de către criticii ulteriori: Zalis a susținut că Aderca „culege din cortegiul măcelului efectul de conștiință al exasperării și al perplexității”. Ridicat la statutul de erou în România Mare din perioada interbelică și decorat cu Ordinul „Mihai Viteazul”, Costache este atras în politica de extremă dreaptă și constată că a fost manipulat de mai mulți parteneri politici cinici. Ura lui față de Titel se transformă într-un regret apăsător și îl împinge pe Costache la sinucidere.
Declarația politică implicită a romanului a rămas în continuare un subiect de controversă. Crohmălniceanu considera că descrierea înfrângerilor precum cea din Bătălia de la Turtucaia este impresionantă și argumentează că teza sa centrală este „inteligentă”, dar, în același timp, confuză și neconvingătoare. În opinia sa, 1916 expune adevărata agendă politică a patrioților români, inclusiv speranțele lor într-o unire politică postbelică cu conaționalii lor din Austro-Ungaria. În mod similar, Zalis a susținut că 1916 este divizat într-„cronică extrem de evocatoare” și un comentariu polemic care, „din motive inexplicabile”, este „confuz, derutant, atacabil”.
Atât Moartea unei republici roșii, cât și 1916 au fost considerate scrieri ofensatoare de către George Călinescu. În monumentala sa lucrare de istorie literară (publicată pentru prima oară în 1941), el a susținut că Aderca „glorifica [...] dezertarea”. El a scris că romanul 1916 este ruinat de agenda sa pacifistă, fiind un „manifest” în care autorul „chinuie virtuțile”; cu toate acestea, el laudă maniera „sobră și dramatică” în care Aderca a ales să descrie scenele de război. Călinescu a criticat dur scenele dure de război și de jaf, numindu-le „enormități” și „falsități”, și a concluzionat: „Criticul citește cartea neturburat și constată în ea expresia sufletului unui popor bătrân, cu mari însușiri dar cu unele facultăți tocite, [în timp ce] cetitorul obișnuit nu poate scăpa de un legitim sentiment de indispoziție”. Unele dintre aceste idei au fost citate de alți cercetători ca o dovadă a antisemitismului rezidual al lui Călinescu, despre care se susține că a ieșit la suprafață atunci când a analizat operele autorilor evrei. Călinescu a afirmat că, precum „mai toți scriitorii evrei”, „F. Aderca este obsedat de umanitarism, pacifism și toate celelalte aspecte ale internaționalismului”. El a considerat aceste scrieri drept studii de caz, sugerând că pacifismul era o trăsătură tipic evreiască în România Mare, o formă mai agreabilă a unei ideologii „antinaționale” (adică antiromânească). În opinia lui Andrei Oișteanu, aceste acuzații sunt doar forme moderne ale vechilor prejudecăți că evreii ar fi un popor laș.
Deși, la momentul publicării pentru prima oară a lucrării lui Călinescu, Aderca era deja marginalizat, el a făcut un efort să răspundă acuzațiilor. Sebastian, care a citit o versiune a acestui răspuns în timpul unei vizite în casa lui Aderca, a admirat efortul scriitorului: „[Răspunsul este] foarte frumos, foarte just - dar cum de a avut puterea, gustul, curiozitatea să o scrie? Semn de tinerețe, de vitalitate. [...] De ce nu mă simt «vizat» personal de ce se spune, se face sau se scrie împotriva mea?” Într-un articol publicat în 2009, istoricul literar Alexandru George a ținut partea lui Călinescu împotriva lui Aderca: acuzația de antisemitism era „foarte puțin convingătoare”, iar scrisoarea de răspuns a venit într-o perioadă când Călinescu fusese acuzat de filosemitism de către revista de extremă dreaptă Gândirea. Alții afirmă, de asemenea, că menționarea numelui lui Aderca în lucrarea lui Călinescu era o dovadă clară a disidenței lui Călinescu. Propriile răspunsuri ale lui Aderca, care au condus la articolul „Lupta de noapte. În jurul unei «Istorii a literaturii române»” din 21 ianuarie 1945, au devenit subiect de scandal și, potrivit discipolului lui Călinescu, Alexandru Piru, au reprezentat o „izbucnire violentă”, „curioasă”.

### Proza erotică și fantezistă
În Țapul și deopotrivă în Omul descompus, Aderca urmărește aventurile lui Aurel ( sau „domnul Aurel”), un „intelectual fără ocupații precise”, structurate în jurul preocupărilor erotice ale lui Aurel, relatate de un narator subiectiv după o „tehnică proustiană”. Omul descompus, care se concentrează asupra aventurii lui Aurel cu o femeie bolnavă de tuberculoză, este considerat de Călinescu ca fiind o operă „ștearsă” și este văzut de Ștefan Borbely ca fiind o mostră „mimetică” de „existențialism imprecis”. Cu toate acestea, potrivit lui Crohmălniceanu, Aderca reușește să evite „lubricitatea” și execută „cu siguranță”, în schimb, un „plonjon în inconștient”. Temele sunt extinse în Femeia cu carne albă: dl. Aurel și vizitiul Mitru călătoresc de-a lungul Dunării, oprindu-se periodic pentru ca Aurel să aibă întâlniri erotice cu diverse femei ale locurilor. Acestea din urmă sunt cvasianonime, făcându-se referire la ele prin caracteristica definitorie a aspectului lor carnal: „codana roșie”, „femeia ploilor” și eponima „femeie cu carnea albă” Ioana din Rogova. Povestea se bazează pe întâlnirea dintre Aurel și Ioana: aici rolurile persoanelor seducătoare și seduse sunt inversate, deoarece Aurel cade victimă energiei sexuale a femeii.
Călinescu, care a identificat aici exemple ale „celei mai substanțiale” proze a lui Aderca, credea că opera a fost inspirată de și făcea luzie la opera unui alt autor modernist român: Gala Galaction. Aderca și-a deplasat atenția de la reprezentarea sexualității pure către conturarea psihicului feminin și descrierea peisajelor rurale stranii. Peisajul dunărean sălbatic este un cadru pentru descoperiri morbide, inclusiv corpurile moarte ale unor fete, pe jumătate devorate de porci; în cele din urmă, însuși Aurel este ucis și mutilat de banda de haiduci a Ioanei. El acceptă moartea ca exprimând un ideal superior: potrivit lui Zalis, Aderca sugerează că sacrificiul de sine este rezultatul natural al împlinirii erotice, fiind acceptat de om cu un sentiment de detașare. După cum notează Crohmălniceanu, „domeniul senzorial pur” are prioritate în fața analizei psihologice, dar încă se observă ”mecanica ascunsă cosmică”. „În mod paradoxal”, sugerează el, expresionismul se află în prim plan mai degrabă aici decât în romanele psihologice ale lui Aderca. Aici, limbajul expresionist își propune să sugereze confruntarea epuizantă a lui Aurel cu forțele materiale frenetice.
Arătând atracția lui Aderca către literatura avangardistă, Aventurile D-lui Ionel Lăcustă-Termidor este un roman fantastic, parabolic și sarcastic, citit ca o expresie poetică a nonconformismului autorului său. El evită convențiile stilistice, respinge timpul liniar și, așa cum notează Cubleșan, reacționează împotriva depersonalizării moderne; după cuvintele lui Crohmălniceanu, subiectivitatea sa „extremă” și tehnicile expresioniste creează „o lume absolut autonomă”. Eroul omonim lucrează ca scriitor în România modernă, dar are o identitate atât antică, cât și plurală: „El este din spații și timpuri incomensurabile, despre care mintea umană nu a putut să spună nimic altceva decât că au, pentru un ochi uman, forma stelei căzătoare inscripționată cu cretă pe tabla care este cerul”. În ediția sa originală, romanul a conținut fotografii care ilustrează câteva dintre cele mai multe ipostaze ale lui Ionel: o căpățână de varză, un copac, un urs polar și un dansator african negru.
Perceput ca o simplă ciudățenie de către oamenii obișnuiți, Ionel este un vizionar social modern. Scrierile sale conturează lumea magică care i-a dat naștere, iar lucrarea lui, notează Cubleșan, inventariază „valorile universal umane ideale”. Povestirile pe care le spune sunt îmbinate într-o narațiune mai largă. Una dintre ele relatează mitul unei Atlantide „fericite, raționale și superioare”, scufundată de triburile infame de origine norvegiană și groenlandeză. Crohmălniceanu constată că textul constituie „comentariul ironic al experiențelor ei exaltante și derizorii”. În opinia sa, această carte este una dintre „operele cele mai substanțiale și izbutite pe care le-a dat la noi modernismul extremist”. În schimb, Călinescu consideră romanul ca un răspuns mediocru la creațiile fanteziste ale lui Tudor Arghezi, scris cu o „agerime neîndemânatică”. El a sugerat că povestea reîncarnării a fost menită să stimuleze dezbaterea despre „inutilitatea identificării unei patrii”.

### Orașele înecate
În romanul Orașele înecate, influențat de opera lui H. G. Wells, Aderca a împrumutat motivele literaturii științifico-fantastice pentru a face comentarii cu privire la civilizația umană. Prologul și epilogul său creează impresia că ideea romanului îi aparține unui om de știință neidentificat și, de asemenea, studiului lui Friedrich Nietzsche despre mythopoeia. Ambiția profetică a lui Aderca este subliniată de Crohmălniceanu ca fiind „o întreagă realitate nouă, socială și psihologică”. Potrivit lui Cubleșan, aspectul cel mai important este imaginarea de către Aderca a unei psihologii marginale într-„un roman fantastic despre viața la final”. Deși a lăudat romanul pentru „ingeniozitatea” și „umorul englezesc”, Călinescu considera că Orașele înecate este lipsit de o „semnificație mai adâncă”. Ingeniozitatea ideii i-a determinat pe alți critici să concluzioneze că Aderca a pus efectiv bazele literaturii știiințifico-fantastice românești.
Elementele psihologice și speculative sunt introduse printr-o secvență onirică: în Bucureștiul din mileniul al V-lea, devenit o metropolă modernă și elegantă, operatorul de cinematograf Ioan Doicin visează o lume post-apocaliptică supusă răcirii globale. Oamenii s-au retras de pe suprafața înghețată a Pământului, reconstruindu-și civilizația pe fundul mării pentru a beneficia de căldura nucleului interior. Societatea adoptă un socialism rigid și primitiv, eliminând „instinctele terestre” și transformându-i pe oameni în „muți și idioți”. Un președinte dictatorial pe nume Pi (într-un stil tipic fascist), impune eugenia și creșterea copiilor de către comunitate, interzicând concurența economică și orice afiliere etnică.
Confruntat cu un experiment social atât de drastic și uimit de întreruperea lui după moartea președintelui, populația se confruntă cu o anihilare totală pe măsură ce apele oceanelor devin tot mai reci. Oamenii de știință trebuie să recunoască existența unei alte amenințări: aceea a degenerării biologice, care-i transformă pe locuitorii orașele submarine în moluște gigantice. Factorii de decizie nu sunt capabili să găsească o soluție globală, ci se împart în fracțiuni rivale. Doi ingineri personifică acea tendință: Whitt sugerează retragerea omenirii mai aproape de miezul de foc al planetei, în timp ce Xavier, inventatorul propulsiei nucleare, pledează pentru părăsirea Pământului și mutarea oamenilor pe o altă planetă. În timp ce Whitt și secretara lui continuă să sape galerii în fundul mării, Xavier și iubita lui, Olivia, (desemnați împreună prin inițialele X-O) zboară singuri în cosmos.
Cubleșan consideră romanul ca fiind un avertisment împotriva „izolării omului în cercul autosuficienței sale”. După cum remarcă filologul Elvira Sorohan, există numeroase asemănări cu opera scriitorului cehoslovac clasic de literatură științifico-fantastică Karel Čapek până la nivelul intertextualității. Ca și Čapek, Aderca își sprijină lecția morală pe detalii poetice. Descrise de Crohmălniceanu drept rezultate ale „unei fantezii bogate”, „enormele jucării” imaginate de autor sunt, potrivit lui Călinescu, „ceea ce încântă în acest roman”. Orașele subacvatice sunt eminamente funcționaliste: capitala, situată sub insulele Hawaii, este o sferă de cristal; orașul minier din groapa Marianelor este o piramidă uriașă cu o bază vulcanică de foc. Aceste roluri sunt inversate odată ce civilizația umană intră în criză. Odată ce se reduce energia geotermală, orașele se transformă în acvarii imense, în care oamenii sunt examinați cu curiozitate de animalele marine.

### Alte scrieri
Revolte arată (potrivit lui Cubleșan) o „neconformitate vădită față de toate convențiile sociale”; el constituie un „roman-pamflet împotriva instituțiilor judiciare”. Crohmălniceanu îl considera un „sondaj fin analitic al unei psihologii curioase și [...] o satiră subtilă a formalismului juridic”. Alți critici literari l-au perceput mai ales ca o meditație asupra condiției umane. Romanul este, în concepția lui Ion Negoițescu, „o scriere parabolică de prim rang”, în timp ce potrivit lui Gabriel Dimisianu este un comentariu absurd și kafkian despre conformismul clasei de mijloc. S-a susținut că Aderca a descoperit scrierile lui Kafka la mijlocul anilor 1930, considerându-l ca fiind „Urmuzul cehoslovac”.
În centrul său se află conflictul dintre Istrăteanu, agentul comercial al morii lui Buștean, și contabilul Lowenstein. Constatând că Istrăteanu efectuase un gen neobișnuit de tranzacții cu clienții, Lowenstein efectuează o investigație formală. Evenimentele evidențiază deficiențele sistemului judiciar: un avocat pompos, dar incompetent, îi complică mai mult situația, întărind presupunerile false ale unui procuror fără scrupule. Istrăteanu sfidează sistemul, prezentându-se ca salvatorul morii, și își dovedește dreptatea devenind în cele din urmă noul director. Aderca refolosește cadrele sale narative mai vechi, prezentând ocazional sexualitatea exotică a lui Istrăteanu și amintirile sale din timpul războiului.
Diversitatea abordărilor literare a fost ulterior sporită. Piesa de teatru Muzică de balet a fost considerată foarte originală prin natura sa parabolică și prin tema persecuției rasiale (vezi Literatura Holocaustului). Potrivit lui Zalis, această piesă de teatru constituie, în dramaturgia românească, singura mostră de „avertisment antirasist”. În mod similar, romancierul și criticul Norman Manea, supraviețuitor al deportărilor din timpul războiului, cita Muzică de balet ca una dintre puținele scrieri românești din perioada postbelică care amintea de uciderea evreilor români.
Preocuparea pentru genul biografic, evidentă mai ales în anii senectuții, a determinat elaborarea unor lucrări convenționale, dar și experimentale. În Oameni excepționali, atenția sa a fost dedicată vieților unor politicieni (Adolf Hitler, Iosif V. Stalin, Woodrow Wilson), personalități culturale (Sarah Bernhardt, Isadora Duncan, Lev Tolstoi, Richard Wagner) și magnați ai afacerilor (William Randolph Hearst, Henry Ford). Considerat de Aderca ca fiind romanul său cel mai bun, A fost odată un imperiu se axează pe viața lui Grigori Rasputin, personajul politic care a influențat viața politică a Rusiei în perioada anterioară Revoluției Ruse. După cum remarcă Crohmălniceanu, Aderca a preluat o temă de la Klabund, dar a relatat „ingenios” povestea cu obiectivitatea faimoasă a Kinostil-ului expresionist. Textul devine apoi extrem de subiectiv, comic și haotic: Aderca l-a explicat ca fiind un experiment literar imaginat într-o perioadă când era bolnav de febră. Această abordare este abandonată în studiul monografic Goethe și lumea sa, respins de ESPLA. Aparent inspirat de socialismul științific, el a pretins că lămurește aspectele cele mai conflictuale ale vieții lui Goethe: geniul său literar și relația sa cu aristocrația germană.
Ultimii ani de viață ai lui Aderca au fost marcați și de cultivarea aforismului. Contribuția sa la acest gen este lăudată de Călinescu ca o dovadă a unei „curiozități nestinse” pentru „toate aspectele artei și ale vieței”, citând ca exemplu următoarea maximă: „Dacă toți am fi excepționali, viața în comun n-ar mai fi cu putință”. Aderca și-a amintit, de asemenea, un schimb de cuvinte între el și prietenul său romancier H. Bonciu, care era pe patul său de moarte, pierzând lupta cu cancerul: la propria sa întrebare despre care moarte era „cea mai ușor de suportat”, ceea ce l-a pus în încurcătură pe Aderca, Bonciu a răspuns „moartea altuia”.

## Opinii politice și dispute conexe

### Despre socialism
Chiar înainte de aderarea sa la modernismul radical, cu subtilități sale politice proprii, Aderca a fost un critic social respectat. Sprijinul său pentru neutralitatea României în Primul Război Mondial, evidențiat în eseurile sale din volumul Sânge închegat și în articolele sale din ziarul Seara, a apărut ca o contracritică a sentimentelor antigermane. Aderca a afirmat că distrugerea patrimoniului cultural al națiunilor inamice de către Imperiul German avea o justificare morală și nu era un gest „barbar”. Această afirmație era controversată, fiind criticată de colegul germanofil al lui Aderca, Constantin Rădulescu-Motru. Aderca a susținut ulterior că Puterile Centrale erau angajate într-un „război revoluționar” la adresa protecționismului și imperialismului.
Susținător prin anii 1920 al unui socialism pacifist extrem de personalizat, Aderca s-a îndreptat spre extrema stângă a politicii: în Idei și oameni, el a criticat reformismul românesc, marxismul moderat promovat de Constantin Dobrogeanu-Gherea și Internaționala a II-a. El a condamnat exploatarea muncitorilor și luxul expus în cazinourile din Sinaia. Cu toate acestea, Crohmălniceanu, un marxist, a remarcat că Moartea unei republici roșii conținea puține aspecte cu privire la modul „cum urmează să fie organizată noua societate”. Aderca a favorizat „un nonconformism de natură morală și estetică”, ce se referea la libertatea sexuală, libertatea creativă și la lupta de clasă, iar marxismul reprezenta un instrument legitim al maselor: „războiul este o creație a stăpânilor care se luptă unul cu altul pentru dominație. [...] Ce poate avea în comun poporul sărac cu stăpânul politicos? Lucrătorul francez, ce poate câștiga din acest război, altceva decât o înțelegere mai aprofundată a marxismului?” Înclinațiile de stânga ale lui Aderca erau incompatibile cu neoliberalismul mentorului său, Eugen Lovinescu, aspect recunoscut de Aderca în anii apariției Micului tratat. În Mărturia unei generații, Aderca l-a provocat pe Lovinescu să răspundă la acest subiect. Lovinescu a făcut acest lucru, afirmând că celebrarea de către Sburătorul a individualismului a depășit poziția neoliberală a liderului său. În opera lui Aderca, socialismul a fost dublat de o atitudine sarcastică la adresa autorității tradiționale. Poliția i-a deschis un dosar în 1927, acuzându-l că a arătat lipsă de respect față de regele Ferdinand I, considerat ca model pentru reclama unei frizerii. Potrivit lui Dumitru Hîncu, deși comentariul a iritat Siguranța Statului, nu a fost cu adevărat „un atac la adresa instituțiilor Statului sau a personalităților sale conducătoare”.
Aderca a avut valori moderate: el a descris feminismul ca o afacere riscantă. În Bilete de Papagal, el i-a reprezentat pe bărbați ca aducători naturali de venituri, care erau ocoliți ori de câte ori femeile se orientau către „politica vulgară”. Potrivit istoricului de gen Oana Băluță, el „a oscilat între misoginism și sexism”. Aderca considera, de asemenea, coafurile cu breton ale fetelor ca neplăcute și asexuate. Deși avea rădăcini iudaice, el s-a identificat, pentru o perioadă din viața sa, cu creștinismul, cu socialismul creștin și cu pacifismul creștin. Potrivit lui Călinescu, articolele sale din timpul Primului Război Mondial uneau „creștinismul radical” cu „sarcasmul față de victimele războiului”. Mai târziu, Aderca a imaginat o lume utopică, modelată de universalismul creștin. Cu toate acestea, interviul său din Lumea de mâine, la fel ca toate celelalte conversații ale lui Ion Biberi cu marxiștii, evită problema religiei, tratată în toate celelalte interviuri ale lui Biberi.
Acest idei socialiste originale au determinat, în parte, reputația proastă a lui Aderca în România comunistă. În timpul colaborării la Vremea, Aderca folosise marxismul împotriva Uniunii Sovietice și stalinismului, prezentându-l pe Iosif Stalin ca un „tiran asiatic”. În Lumea de mâine, el și-a exprimat încrederea că lumea postfascistă va reveni la libertate și democrație. Necunoscând planurile comuniștilor, el s-a referit la intervalul post-1944 ca reprezentând zorii „supremei democrații”.
Opiniile lui cu privire la stalinism au făcut ca volumul Oameni excepționali să fie inaccesibil în perioada următoare, iar scrierea biografiei lui Dobrogeanu-Gherea a fost considerată mai degrabă o gafă - comuniștii îl priveau pe Gherea ca pe un eretic. Denunțul formulat de ESPLA în 1956 scoate în evidență gravele „greșeli de ordin ideologic-politic” ale lui Aderca: el s-a rupt de marxism-leninism wori de câte ori a trebuit să comenteze pe teme precum revoluția comunistă și problema națională. Apelând la Gheorghe Gheorghiu-Dej, Aderca a afirmat că Goethe și lumea sa îi arată convingerile sale marxist-leniniste, enumerând recenzii pozitive de la autori precum Mihai Isbășescu și Alfred Margul-Sperber, și a propus ca această lucrare să fie consultată de cercetători marxist-leniniști din Blocul răsăritean și din Occident. După cum consemnează Hîncu: „Publicat separat, rupt din contextul în care a fost conceput și doar în lumina dezbaterilor și disputelor de astăzi, memoriul ar putea trece drept un act de oportunism, de lașitate sau chiar ca o dovadă de colaborare cu regimul personificat de Gheorghiu-Dej. Dar n-a fost așa. Aderca era, pur și simplu derutat, își vedea primejduită o trudă de ani și ani de zile și, în plus, chinuit de o tumoare cerebrală care până la urmă l-a și răpus.”

### Despre naționalism și antisemitism
Multe dintre articolele politice ale lui Aderca, inclusiv unele dintre cele mai vechi, demonstrează respingerea antisemitismului. În interviul său din Lumea de mâine, Aderca a vorbit pe larg despre principalele sale teme stilistice, susținând că „revolta” este subiectul principal al cărților sale. El a definit-o în relație cu înstrăinarea socială și cu prejudecățile antisemite, referindu-se la el la persoana a III-a:
De-a lungul vieții sale [Aderca] a fost urmărit [...] de o bandă de justițiari aflați în cârdășie cu călăii, care au încercat să-i încheie viața. Ce nedreptate a comis el sau strămoșii săi că a trebuit să o recunoască și să se căiască? Mister. La ce comandă supremă și la ce fel de ordine inefabilă ar putea fi un răspuns eliminarea lui din această lume luminoasă? Mister. Iar faptul că această asasinare fizică și morală a sa nu a putut fi încă realizată - aici se află misterul cel mai adânc, minunea impresionantă și minunată a dimineții fiecărei zile.
Confruntat cu creșterea discriminării rasiale, Aderca a propus naționalismul civic și asimilarea evreilor. El nu a văzut nici o incompatibilitate între a avea identități duble (evreiești și românești), dezbătând o astfel de problemă cu A. L. Zissu, o personalitate principală a sionismului local. Potrivit cercetătorului Ovidiu Morar, Aderca a fost „scriitorul a cărui viață, în strânsă conexiune cu opera, reflectă poate cel mai bine drama iudaismului autohton”.
Încă din 1916, Aderca a atacat ideea că identitatea evreiască era monolitică, considerând-o ca fiind în mod inerent discriminatorie. Pentru el, presupusele „tipuri” evreiești erau „antagonice”, făcând ca apartenența la națiunea evreiască să devină îndoielnică. Comentând cu privire la amânarea emancipării evreiești în România, el a protestat că, cu riscul suplimentar de a întări prejudecățile cu privire la faptul că evreii erau leneși și profitori, membrii comunității erau împiedicați să se angajeze în mod activ în orice altă ramură economică cu excepția comerțului. Mai târziu, el a parodizat aceste acuzații: „din moment ce nu puteau trăi pe uscat, «peștii au monopolizat iazurile»”. Într-un articol intitulat Deschideți bordeluri!, publicat în decembrie 1922 în ziarul Contimporanul, el a ridiculizat cererea organizațiilor de extremă dreaptă de fi stabilită o cotă de evrei în universități, argumentând că tolerarea de către guvern a agitației antisemite i-a transformat pe studenți în huligani.
Aderca a fost, de asemenea, deranjat de filosemitism. El credea că discriminarea pozitivă era contraproductivă și favoriza discriminarea rasială: „Când [un intelectual] îmi mărturisește în taină că e filosemit, mă cuprinde o bănuială. L-aș prefera indiferent”. Uitându-se înapoi la antisemitismul românesc, Aderca s-a situat de partea acelor intelectuali evrei care-i priveau pe favorabil pe etno-naționaliști printre care și Mihai Eminescu. El a susținut că opera lui Eminescu nu era în mod deosebit antisemită și a evidențiat acele trăsături care îi confereau o valoare universală.
După ce a fost proclamată emanciparea evreilor în România Mare, militantismul politic al lui Aderca s-a îndreptat către redobândirea practică a drepturilor civile. El i-a văzut pe evrei ca fiind pe picior de egalitate cu celelalte minorități etnice: „Noi [evreii] suntem români cel puțin la fel de buni ca și polonii, maghiarii, bulgarii și țiganii din România, care au încercat și încă încearcă să ne dea lecții de patriotism”. Aderca a văzut naționalismul ca un „parazitism” exploatator și, prin urmare, a denunțat administrația foarte centralizată din provinciile multietnice. El a apreciat că Bulgaria era îndreptățită să ceară restituirea sudului Dobrogei, „în care nu s-a născut nici un român”, și a propus un sistem de autonomie teritorială pentru Transilvania. Într-unul din articolele sale din Contimporanul a definit România ca fiind extrem de provincială și de retrogradă: „O țară-mamă în care legile și cărțile trebuie pregătite cu o sută de ani înainte astfel că, atunci când vine momentul potrivit, nevoile și gusturile să poată fi schimbate!”
Urmând exemplul conducătorului comunității evreiești, Wilhelm Filderman, Aderca a reacționat împotriva catalogării evreilor ca antiromâni, plasând conflictele etnice într-un context mai larg, în care românii se certau unii cu alții. El era necăjit că evreii erau descriși în mod stereotip ca fiind fricoși, susținând că numeroși evrei au luptat și au murit pentru România în Primul Război Mondial. În timpul guvernului condus de Octavian Goga, care a reintrodus discriminarea rasială, Aderca a emis apeluri pentru o disidență democratică, sugerând publicarea unui compendiu de opere literare evreiești din România, din trecut și din prezent.
În acea epocă, literatura lui Aderca era evaluată dintr-o perspectivă antisemită în cercurile tradiționaliste. Const. I. Emilian, care a studiat scena literară modernă a României cu o prejudecată ultranaționalistă, a depreciat toate textele lui Aderca ca fiind „nevrotice”. Tema a fost preluată de Ovidiu Papadima în Sfarmă-Piatră, care l-a ridiculizat pe Lovinescu ca fiind patron al „ideilor revoluționare” și al „evreilor” Aderca, Camil Baltazar, Benjamin Fondane, Ilarie Voronca, ce alcătuiau „iluzia unei mișcări literare”. Papadima a solicitat arestarea lui Aderca și H. Bonciu în timpul scandalului din 1937, s-a referit la ei doar cu numele lor evreiesc original, i-a numit „porci” și „comercianți de lături” și a sugerat că literatura erotică era „acea afacere evreiască”. Considerându-i pe antisemiți ca fiind „huligani”, Mihail Sebastian i-ar fi comunicat lui Aderca dorința sa tainică: „Cinci minute, înțelegi? Cinci minute (îmi spunea) aș dori să fiu și eu un huligan, să mă simt Stăpân!”.
Unii adversari mai moderați ai lui Aderca au folosit la adresa lui un limbaj cu tentă antisemită. Alături de declarațiile controversate ale lui Călinescu, au mai fost și cele ale poetului și dramaturgului Victor Eftimiu. Eftimiu a alcătuit o listă a detractorilor săi evrei, printre care și Aderca, și i-a descris folosind stereotipuri rasiste. Potrivit lui Sebastian, Eftimiu s-a opus, de asemenea, în 1944, ca Aderca să facă parte din noul comitet al Societății Scriitorilor Români, deoarece scriitorii evrei ar trebui „să fie mulțumiți că-i primim înapoi”. După cum menționează Dumitru Hîncu, persecuția lui Aderca a început în timpul guvernului condus de Goga, ce a inclus patru scriitori, dintre care nici unul nu a intervenit pentru el. În mod similar, Ovidiu Morar scrie că doar două personalități literare românești s-au ridicat public în apărarea lui Aderca în 1937: Zaharia Stancu și Perpessicius.

### Despre fascism
Opiniile lui Aderca cu privire la fascism au fost mai ambigue decât poziția sa față de antisemitism. În afară de parabola retrospectivă din Muzică de balet, unele dintre textele sale anterioare conțin ecouri antifasciste mai mult sau mai puțin explicite. Este cazul romanului 1916, cu prefigurarea severă a naționalismului radical, și al cărții Oameni excepționali, în care nazismul apare ca o ideologie eterogenă. Aderca îl considera pe Adolf Hitler ca o copie palidă a lui Stalin și un urmaș șovăielnic al economiei marxiste, propulsat în funcții înalte de lipsa de consistență a Partidului Comunist German. Potrivit lui Zalis, antifascismul este prezent chiar și în studiul biografic al lui Petru cel Mare din 1940: Hitler distrugea o Europă pe care țarul Petru o ajutase odată să se civilizeze. La sfârșitul anilor 1940, în contextul unei discuții despre crimele împotriva evreilor din timpul războiului, Aderca s-a opus pedepsirii cu violență a criminalilor, spunând că victimele vor dovedi o superioritate morală față de asasini în cazul în care se vor abține să folosească aceleași mijloace.
Cu toate acestea, Jurnalul lui Sebastian conține indicii că Aderca a admirat retorica fascismului. Aderca și-a exprimat regretul că Corneliu Zelea Codreanu, fondatorul organizației fasciste Garda de Fier, a fost ucis în timpul epurărilor politice din 1938: „[Aderca] îmi spunea că deploră moartea lui Codreanu, care a fost un mare om, o apariție genială, o forță etică fără seamăn și a cărui «moarte de sfânt» este o pierdere ireparabilă”. În mai 1940 Sebastian a afirmat că Aderca își păstrase și chiar își radicalizase aceste opinii. În acest context, Aderca îi descrie atât pe Codreanu, cât și pe Goga ca „mari personalități”, a vorbit despre cartea Pentru legionari a lui Codreanu ca despre „o carte istorică” și chiar a susținut că, dacă Garda de Fier nu ar fi fost antisemită, „s-ar fi înscris acolo”. Vorbind despre Rebeliunea legionară din ianuarie 1941, Aderca a acuzat doi rebeli legionari, Viorel Trifa și Dumitru Groza, că au acționat ca agenți provocatori în slujba intereselor sovietice (la care Sebastian completează cu sarcasm: „asta pentru a lămuri competența lui politică”). După cum este menționat acolo, Aderca l-ar fi reevaluat, de asemenea, pe Hitler ca fiind „o minte genială, egal cu Napoleon, ba chiar mai mare”.

## Moștenire literară
Aderca a lăsat o urmă solidă în scrierile autobiografice ale mai multor autori de la Sebastian la Lovinescu și de la Eftimiu la Camil Petrescu. Notele și jurnalele lui Lovinescu, publicate la zeci de ani după moartea sa, oferă o înregistrare intimă paralelă a prieteniei sale cu Aderca: de la afirmația (contestată de Camil Petrescu) că automobilul Peugeot al lui Aderca ar fi fost o mașină proastă până la evidențe detaliate a modului în care cenaclul său literar a primit lucrările lui Felix Aderca și ale Sandei Movilă, citite public de aceștia la sesiunile Sburătorului. Potrivit acestor observații, conducătorul cenaclului Sburătorul leader era, de asemenea, atent informat cu privire la necazurile pe care le întâmpina Aderca în căsnicia sa. Aderca este prezent și în scrierile Luciei Demetrius, iar contribuția lui la cultura Olteniei a fost consemnată de Petre Pandrea. Între timp, eșecurile lui Aderca ca traducător și stilul său literar au fost ironizate de satiristul Păstorel Teodoreanu, pentru care Aderca era „un parvenit literar”.
Permisivitatea selectivă a comuniștilor a avut un impact asupra moștenirii literare a lui Aderca. În anii 1950 doar biografia lui Cristofor Columb era disponibilă în librării, iar cititorii mai tineri erau convinși că Aderca a scris o singură carte. După moartea lui au fost publicate individual sau colectiv alte lucrări: Murmurul cuvintelor (volum de poezii, 1971), Răzvrătirea lui Prometeu (1974), Teatru (1974), Contribuții critice (1983 și 1988), Oameni și idei (1983). În 1966 romanul Orașele înecate a fost reeditat sub titlul Orașe scufundate, potrivit dorinței proprii a lui Aderca. Tradus în limba germană, el a devenit cunoscut într-o oarecare măsură publicului internațional.
Alte câteva ediții ale operelor lui Aderca au fost tipărite după Revoluția din 1989: Femeia cu carne albă, Zeul iubirii și Revolte, plus ediția din 2003 a volumului Mărturia unei generații îngrijită de Editura Hasefer. Au mai fost republicate biografia completă a lui Petru cel Mare și colecția Oameni excepționali. Viața și opera sa au făcut obiectul mai multor monografii, dintre care unele au fost scrise și publicate de Henri Zalis. Totuși, interesul față de opera sa literară a scăzut dramatic în perioada următoare, deși unii discipoli ai lui, inclusiv poetul și traducătorul Petre Solomon, erau încă activi.
Potrivit Ioanei Pârvulescu, Aderca, „scriitorul proteic”, a fost „marginalizat” de către criticii secolului al XXI-lea. Comemorările au fost organizate doar de organele reprezentative ale comunității evreilor din România, precum ceremonia din 2008 datorată istoricului literar Henri Zalis. Potrivit lui Gheorghe Grigurcu, interpretarea antisemită a creațiilor literare ale lui Aderca a supraviețuit în eseurile postrevoluționare ale lui Mihai Ungheanu, un critic literari deja cunoscut în calitate de ideolog al protocronismului naționalist.
Marcel Aderca i-a supraviețuit tatălui său. El însuși un traducător renumit, Marcel a fost editor și îngrijitor al operei tatălui său și moștenitor al drepturilor de autor. Potrivit ultimei dorințe a lui Felix Aderca, el a inventariat manuscrisele și fotografiile din această colecție și, în 1987, a donat întregul corpus (22 de mape cu manuscrise și fotografii) Academiei Române. Contribuția sa proprie în calitate de editor și biograf include o colecție de gânduri ale tatălui său pe tema antisemitismului: F. Aderca și problema evreiască (publicată de Editura Hasefer în 1999). O ramură a familiei Aderca, care descinde dintr-un frate al scriitorului, continuă să existe în Israel, unde numele său a fost atribuit unui premiu anual acordat de Asociația Scriitorilor de Limba Română din Israel.

## Selecție din operele publicate

### Poezii
- Motive și simfonii [1911]
- Stihuri venerice (1912)
- Fragmente. Romanțe (1912)
- Reverii sculptate (1912)
- Prin lentile negre (1912)
- Murmurul cuvintelor (1971)

### Povestiri și nuvele
- Femeia cu carnea albă (1927)
- Vreți să descoperim America? Fantasticele călătorii ale lui Cristofor Columb (1936)
- Întâia călătorie în jurul lumii (1939)
- Patru ciudate întâmplări (1957)
- Copilul cu vioara (1957)
- Scurt roman al unui ogar (1957)
- Un călăreț pierdut în stepă. Din vremea lui Petru cel Mare (1961)

### Romane
- Domnișoara din strada Neptun (1921)
- Țapul (1921; ed. a II-a, Mireasa multiplă (Țapul), 1932; ed. a III-a, Zeul iubirii, 1945)
- Moartea unei republici roșii (1924)
- Omul descompus (1925), roman pirandellian
- Femeia cu carnea albă (1927)
- Rasputin. Diavolul de la curtea țarilor (1929)
- Aventurile d-lui Ionel Lăcustă-Termidor (1932)
- Al doilea amant al doamnei Chatterley (1933)
- 1916 (1936)
- Orașele înecate (1936; ed. a II-a, îngrijită de Ovid S. Crohmălniceanu, Orașele scufundate, 1966), roman distopic sau science fiction, tipărit în revista Realitatea ilustrată, în foileton sub titlul X-O. Romanul viitorului. Romanul a apărut și în traducere germană sub titlul Die Unterwasserstädte la Editura Kriterion, București, 1970, cu un cuvânt înainte de Franz Storch.
- A fost odată un imperiu, biografia romanțată a lui Rasputin (1939)
- Revolte (1945)
- În valea Marelui Fluviu (1955)
- Amiralul oceanului, Cristofor Columb (1957)
- Jurnalul lui Andrei Hudici (1958)
- Casa cu cinci fete

### Piese de teatru
- Zburător cu negre plete sau Visul unei nopți de mai (1923)
- Răzvrătirea lui Prometeu (1974)
- 1 din 36 (1974)
- Muzică de balet (1974)

### Alte volume
- Sânge închegat. Note de război (1915)
- Idei și oameni (1922)
- Mic tratat de estetică sau lumea văzută estetic (1929)
- Mărturia unei generații (1929)
- Oameni excepționali (1934)
- Petru cel Mare, întâiul revoluționar, constructorul Rusiei (1940)
- Feeria baletelor. Convorbiri asupra formelor dansului (1947)
- C. Dobrogeanu-Gherea: viața și opera (1947)
- Goethe și lumea sa. Oameni și idei (1983)
- Jurnal intim (1995)

## Traduceri
- Henri Barbusse, Prăpădul (Din jurnalul unei căprării) (roman), Editura I. Brănișteanu, București, 1918
- Jacques de Lacretelle, Silbermann, Editura Alcalay și Calafeteanu, București, 1924
- Romain Rolland, Umilă viață eroică și Precursorii (pagini alese), cu studii de Stefan Zweig și F. Aderca, Tipografia „Triumful”, București, 1924
- Georges Brandès, Balzac și Stendhal (eseu), Editura „Adevĕrul”, București, Biblioteca „Dimineața” 43, 1925
- Karel Čapek (Carl Ciapek), R.U.R.: dramă utopică și colectivă în trei acte și un prolog, Editura „Adevĕrul”, București, Biblioteca „Dimineața” 75-76, 1925
- Stefan Zweig, Adorație (proză), Editura „Adevĕrul”, București, Biblioteca „Lectura” 43, 1925
- Bjørnstjerne Bjørnson, Mâinile mamei (proză), Editura „Adevĕrul”, București, Biblioteca „Lectura” 48, 1926
- Friedrich Torberg, Din tragediile școlii: Bacalaureatul elevului Gerber (roman), Editura „Eminescu”, București, 1931
- John Knittel, Drum în noapte, Editura Socec, București, [1931] (alte ed.: Ed. Vivaldi, București, 1991; Ed. „Cicero”, Craiova, 1994)
- Adrienne Thomas, Catrina – Soldat!...: romanul unei fete din Alsacia–Lorena, Editura „Eminescu”, București, [1933]
- Vicki Baum, Grand-Hôtel: roman modern, Editura Socec, București, 1933
- Axel Munthe, Cartea dela San Michele (roman), Editura „Naționala Ciornei”, Librăria „Cultura Poporului”, București, 1934 (reeditată de aceeași editură în șapte ediții)
- Hugo Bettauer, Bobby sau Iubirea unui copil, București, 1934
- Victor Margueritte, Camaradele (Nos egales): romanul femeii de azi, Editura „Universala” Alcalay & Co., București, [1934]
- Vicki Baum, Tintin. Helene Willfuer, Editura Ig. Hertz, București, 1935
- Șalom Aș, Petersburg (roman), Editura „Eminescu”, București, 1935
- Șalom Aș, Varșovia (roman), Editura „Eminescu”, București, 1935
- Șalom Aș, Moscova (roman), Editura „Eminescu”, București, 1935
- Henri Barbusse, Focul (roman), cuvânt introductiv de F. Aderca, Editura I. Brănișteanu, Colecția Șantier, București, [1935]
- Rosamond Lehmann, Pulbere (roman), Editura „Universala” Alcalay & Co., București, [1935]
- Louis Madelin, Danton: omul – revoluționarul, Editura Librăriei „Universala” Alcalay & Co., București, 1937
- Vicki Baum, Antract (roman), Editura Forum, București, 1945
- Gian Dàuli, Roata (roman), Editura Socec & Co., București, 1945
- John Steinbeck, Nopți fără lună, Editura Forum, București, 1945
- M. Ilin, De 100.000 de ori dece?, în colab. cu Gheorghe Grițaenco, Editura „Cartea Rusă”, București, Colecția „Știința pentru toți” 20, 1947 (reeditată de aceeași editură în trei ediții)
- Egon Erwin Kisch, Doctorul Becker la porțile raiului, cu un st. introd. de Dumitru Hîncu, Editura de Stat pentru Literatură și Artă (ESPLA), București, 1955

## Legături externe
- Opere de sau despre Felix Aderca la Internet Archive
- Colecții digitalizate BCU IAȘI